# Skrochovice
Skrochovice (dříve Škrochovice, německy Skrochowitz, polsky Skrochowice či Szkrochovice) je vesnice, část obce Brumovice v okrese Opava. Nachází se asi 3,5 km na východ od Brumovic. V roce 2009 zde bylo evidováno 107 adres. V roce 2001 zde trvale žilo 318 obyvatel.
Skrochovice je také název katastrálního území o rozloze 2,76 km².

## Název
Jméno vesnice bylo odvozeno od osobního jména Troch nebo Trocha, které bylo buď domáckou podobou jména Trojslav nebo bylo totožné s obecným trocha. Výchozí tvar Trochovici znamenal "Trochovi lidé".  Vývoj Trochovice > Strochovice > Skrochovice (v lidové mluvě ještě > Škrochovice) byl nářeční.

## Historie
První písemná zmínka o obci pochází z roku 1377.
V září 1939 byl v areálu bývalého cukrovaru zřízen druhý koncentrační tábor na území dnešního Česka (první založen v březnu 1939 v Ostrově), jeho velitelem byl Heinrich Jöckel. Byli zde vězněni Poláci a Židé z Horního Slezska (z Těšínska a Katowicka). Mezi vězněnými byl i veterán slezského povstání Wiktor Siminski (1897-1966) a polský spisovatel Gustaw Morcinek (1891-1963). V polovině ledna 1940 byli vězni deportováni do koncentračního tábora v Sachsenhausenu. Po nich byli v táboře zadržováni vojáci spojeneckých vojsk. V květnu 1946 byly pozůstatky 13 vězňů (Jerzy Sutter, Szymon Windholz, Aleksander Wyżgoł, Michał Żabiński, Jan Zander, August Sekuła, Józef Żurowski, Józef Stachow, Jesuar Gerszel Goldstoff, Jan Pilarz, Dawid Liebman, Jan Mrozik a Ludwik Zemanek) exhumovány a pohřbeny na hřbitově ve Skrochovicích, kde jim byl vybudován v roce 1967 památník.

## Doprava
Vesnicí prochází železniční trať Olomouc - Opava, na které ve vsi leží stanice Skrochovice, a silnice I/57. Ve Skrochovicích se nachází silniční hraniční přechod Skrochovice - Boboluszki do polské vsi Boboluszki.

## Pamětihodnosti
- Kostel Narození svatého Jana Křtitele
- hrob a pomník obětí fašismu na místním hřbitově